# بخش امپدرادو
بخش امپدرادو (به اسپانیایی: Departamento Empedrado) یک منطقهٔ مسکونی در آرژانتین است که در استان کورینتس واقع شده‌است. بخش امپدرادو ۱٬۹۵۸ کیلومتر مربع مساحت و ۱۴٬۷۲۱ نفر جمعیت دارد.